# Nassulidae
Famille
Synonymes
- Cyrtohymenostomatidae
- Enigmostomatidae
- Liosiphonidae[1]

Les Nassulidae sont une famille de Ciliés de la classe des Nassophorea et de l’ordre des Nassulida.

## Étymologie
Le nom de la famille vient du genre type Nassula, dérivé du latin nassa, « nasse », et du suffixe -ula, « petite », en référence au pharynx de l'organisme ressemblant à une petite nasse.

## Description
Les Nassulidae ont une taille petite (< 80 μm) à grande (> 200 μm). Leur forme est à peu près ellipsoïde. Ils nagent librement dans leur milieu de vie. Leur ciliation somatique est holotriche (c. à d. uniforme), dense. Ils ont une « frange hypostomiale synhyménium », avec peu ou beaucoup de polykinétides composées d'au moins quatre cinétosomes s'étendant de la région postorale à gauche, parfois sur la surface dorsale. Leur dikinétidés parorales sont parfois bien visibles. Leur cyrtos est proéminent, entourant le cytostome-cytopharynx dans le 1/3 antérieur du corps. Leur macronoyau est globuleux à ellipsoïde. Un micronoyau est présent. La vacuole contractile, généralement unique, est médio-ventrale. Ce sont des algivore (consommateurs d'algues microscopiques).

## Distribution
Les Nassulidae vivent dans des habitats marins, parfois saumâtres et d'eau douce, avec une large répartition mondiale,.

## Liste des genres
Selon GBIF (17 juillet 2023) :
- Archinassula Kahl, 1935
- Nassula Ehrenberg, 1833  genre type
- Nassulides Foissner, Agatha, & Berger, 2002
- Nasulla (nom incorrect pour Nassula)
- Naxella Foissner & O'Donoghue, 1990  (auteurs incorrects)
- Naxella Fryd-Versavel, Iftode & Deroux, 1980
- Obertrumia Foissner & Adam, 1981
- Rhinakis Iftode, Fryd-Versavel & Deroux, 1994
- Stomatophrya Kahl, 1933

## Systématique
Le nom valide de ce taxon est Nassulidae de Fromentel, 1874.